# Sunkhani (Sindhulpalchok)
Pour les articles homonymes, voir Sunkhani.
Sunkhani (en népalais : सुनखानी) est un comité de développement villageois du Népal situé dans le district de Sindhulpalchok. Au recensement de 2011, il comptait 2 520 habitants.